# ISO 3166-2:LB
ISO 3166-2:LB – kody ISO 3166-2 dla Libanu.
Kody ISO 3166-2 to część standardu ISO 3166 publikowanego przez Międzynarodową Organizację Normalizacyjną. Kody te są przypisywane głównym jednostkom podziału administracyjnego, takim jak np. województwa czy stany, każdego kraju posiadającego kod w standardzie ISO 3166-1.
Aktualnie (2017) dla Libanu zdefiniowano kody dla 8 gubernatorstw (muhafaz).
Pierwsza część oznaczenia to kod Libanu zgodnie z ISO 3166-1, natomiast druga część oznaczenia znajdująca się po myślniku to dwuliterowy kod jednostki administracyjnej.

## Kody ISO
| Kod ISO | Nazwa jednostki administracyjnej | Nazwa jednostki administracyjnej w języku arabskim | Rodzaj jednostki administracyjnej |
| ------- | -------------------------------- | -------------------------------------------------- | --------------------------------- |
| LB-AK   | Akkar                            | محافظة عكار                                        | muhafaza                          |
| LB-AS   | Dystrykt Północny                | الشمال                                             | muhafaza                          |
| LB-BA   | Bejrut                           | محافظة بيروت                                       | muhafaza                          |
| LB-BH   | Baalbek-Hermel                   | محافظة بعلبك - الهرمل                              | muhafaza                          |
| LB-BI   | Bekaa                            | البقاع                                             | muhafaza                          |
| LB-JA   | Dystrykt Południowy              | الجنوب                                             | muhafaza                          |
| LB-JL   | Dżabal Lubnan                    | جبل لبنان                                          | muhafaza                          |
| LB-NA   | An-Nabatijja                     | النبطية                                            | muhafaza                          |